# Society's Finest
Society's Finest é uma banda de metalcore cristã dos Estados Unidos.

## História
A banda iniciou suas atividades em 1997, três anos depois foi lançado o primeiro EP da banda, chamado Private Conflicts and Suicides. No mesmo ano foi lançado o primeiro CD: The Journey...So Far. Society's Finest fez vários shows, mas após algum tempo a banda passou por dificuldades pois vários integrantes saíram, até que Ashworth saiu para entrar como vocalista nos shows da banda ZAO, com isso Society's Finest encerrou suas atividades em 2003. A banda ficou inativa por pouco, até que em 2004 os membros decidiram voltar a tocar e fecharam um contrato com a Hand of Hope Records. No mesmo ano foi lançado um CD com as faixas do EP antigo, mais algumas músicas inéditas. Em 2005 Chad Wilburn, o antigo baterista, que havia gravado algumas faixas no primeiro EP, voltou a tocar na banda. Dois anos depois, em 2006, foi lançado o CD And I, The Drunkards, que foi produzido por Andreas Magnusson (Black Dahlia Murder, Scarlet e God's Fame) e recebeu boas críticas.
O lançamento do próximo álbum da está previsto para o ano 2008 .

## Membros

### Atuais
- Joshua Kabe Ashworth (vocal)
- Eli Bowser (guitarra)
- Guy Turner (guitarra)
- Joel Bailey (baixo)
- Jesse Smith (bateria)

### Ex-membros
- Kris McCaddon (guitarra)
- Nick Nowell (guitarra)
- Daniel Clark (guitarra)
- Tim Lambesis (guitarra)
- Daniel Barton (baixo)
- Jaymz Allain (bateria)

## Discografia

### Álbuns
- The Journey...So Far (2000)
- Love, Murder and a Three Letter Word (2004)
- And I, The Drunkards (2006)

### EPs
- Private Conflicts and Suicides (2000)